# 自治行政学科
自治行政学科（じちぎょうせいがっか）は、大学で行政分野の専門知識修得に力点を置いた学科である。国家・地方公務員のほか、都市問題や地域福祉の専門家など、地方自治、コミュニティ福祉など、地域を支えるリーダー養成を狙いとしている。法律学、政治学、行政学の3つが基本となっているいる。

## 概説
1949年、早稲田大学が新制大学の移行に伴い、専門部政治経済科自治行政専攻を第一政治経済学部とし、日本の大学で最初に自治行政学科が置かれた。早稲田大学第一政治経済学部自治行政学科に設けられた地方自治関係の科目は､「地方行政」､「地方財政」､「比較地方制度」､「都市政策」､「農村政策」などであった。その後、早稲田大学社会科学部開設に伴い、自治行政学科は1966年に廃止された。1990年代以降は神奈川大学、流通経済大学、札幌大学（2013年廃止）の法学部に自治行政学科が置かれた。ちなみに明治大学政治経済学部では地域行政学科という名称で行政学系の学科が置かれている。

## 自治行政学科を置く大学
- 神奈川大学法学部
- 流通経済大学法学部

### 行政学系の学科
- 福島大学人文社会学群行政政策学類
- 千葉大学法政経学部法政経学科 政治学・政策学コース
- 国士舘大学政経学部政治行政学科
- 東海大学政治経済学部政治学科 地方行政コース
- 日本大学法学部公共政策学科 行政職課程
- 日本大学法学部政治経済学科 地方行財政コース
- 明治大学政治経済学部地域行政学科
- 沖縄国際大学法学部地域行政学科